# Áreas metropolitanas de Portugal
Uma área metropolitana (acrónimo AM) é uma área urbana portuguesa, definida de acordo com as leis do associativismo municipal, nomeadamente a Lei nº 75/2013 de 12 de Setembro. 
As grandes áreas metropolitanas de Portugal são as seguintes:
- Área Metropolitana de Lisboa
- Área Metropolitana do Porto

As comunidades intermunicipais de Portugal são as seguintes:
- Comunidade Intermunicipal do Alentejo Central
- Comunidade Intermunicipal do Alentejo Litoral
- Comunidade Intermunicipal do Algarve
- Comunidade Intermunicipal do Alto Alentejo
- Comunidade Intermunicipal do Alto Minho (Minho-Lima)
- Comunidade Intermunicipal do Alto Tâmega
- Comunidade Intermunicipal do Ave
- Comunidade Intermunicipal do Baixo Alentejo
- Comunidade Intermunicipal da Beira Baixa
- Comunidade Intermunicipal das Beiras e Serra da Estrela
- Comunidade Intermunicipal do Cávado
- Comunidade Intermunicipal do Douro
- Comunidade Intermunicipal do Médio Tejo
- Comunidade Intermunicipal da Lezíria do Tejo
- Comunidade Intermunicipal do Oeste
- Comunidade Intermunicipal da Região de Aveiro
- Comunidade Intermunicipal da Região de Coimbra
- Comunidade Intermunicipal da Região de Leiria
- Comunidade Intermunicipal do Tâmega e Sousa
- Comunidade Intermunicipal das Terras de Trás-os-Montes
- Comunidade Intermunicipal Viseu Dão Lafões

As regiões autónomas de Portugal são: 
- Região Autónoma dos Açores
- Região Autónoma da Madeira

As áreas metropolitanas correspondem às cidades de Lisboa e Porto, ou seja, as maiores de Portugal em termos populacionais.
Dando continuidade à reorganização administrativa, na atualidade, verifica-se o forte aumento de importância das áreas metropolitanas e comunidades intermunicipais em detrimento dos distritos. De acordo com a lei n.º 45/2008 de 27 de Agosto, das áreas metropolitanas, criadas em 2003, só subsistiram as chamadas clássicas: a Área Metropolitana do Porto e a Área Metropolitana de Lisboa, sendo as restantes reorganizadas em Comunidades Intermunicipais. A razão óbvia para esta situação, para além de razões de associação económica e administrativa, tem a ver com o facto de as populações não se identificarem com o distrito a que foram sujeitos, como acontece, a título de exemplo paradigmático, com os municípios de Espinho (Portugal), Santa Maria da Feira, São João da Madeira e Arouca, municípios da Área Metropolitana do Porto e da Região do Norte que, apesar de pertencerem, de modo arbitrário, ao Distrito de Aveiro, sendo Aveiro uma cidade da Região Centro, sempre tiveram, naturalmente, uma forte ligação socioeconómica ao espaço urbano do Porto, para além da proximidade territorial à cidade do Porto e do seu enquadramento identitário nos municípios do Distrito do Porto, factos que se acentuaram na contemporaneidade. Com a lei n.º 75/2013 de 12 de Setembro, dando continuidade à reorganização administrativa e à restruturação de competências na organização do território, os distritos foram relegados para um plano secundário, com o protagonismo administrativo das áreas metropolitanas e das comunidades intermunicipais.